# Vatairea sericea
Vatairea sericea är en ärtväxtart som först beskrevs av Adolpho Ducke, och fick sitt nu gällande namn av Adolpho Ducke. Vatairea sericea ingår i släktet Vatairea och familjen ärtväxter. Inga underarter finns listade i Catalogue of Life.